# Herrarnas K-1 500 meter i kanotsport vid olympiska sommarspelen 2008
Herrarnas K-1 500 meter vid olympiska sommarspelen 2008 hölls på Shunyi Olympic Rowing-Canoeing Park i Peking. 

## Medaljörer
| Gren           | Guld                   | Silver                    | Brons                       |
| K-1, 500 meter | Ken Wallace Australien | Adam van Koeverden Kanada | Tim Brabants Storbritannien |

## Resultat

### Heat

#### Heat 1
| Placering | Idrottare                | Land        | Tid         | Noteringar |
| --------- | ------------------------ | ----------- | ----------- | ---------- |
| 1         | Adam van Koeverden       | Kanada      | 1:35.554 WB | QS         |
| 2         | Eirik Verås Larsen       | Norge       | 1:36.439    | QS         |
| 3         | Michele Zerial           | Italien     | 1:36.950    | QS         |
| 4         | Steven Ferguson          | Nya Zeeland | 1:37.538    | QS         |
| 5         | Shaun Rubenstein         | Sydafrika   | 1:37.687    | QS         |
| 6         | Dmitrij Torlopov         | Kazakstan   | 1:39.892    | QS         |
| 7         | Jorge Garcia             | Kuba        | 1:42.803    | QS         |
| 8         | Rudolph Berking-Williams | Samoa       | 1:47.839    | QS         |

#### Heat 2
| Placering | Idrottare     | Land           | Tid      | Noteringar |
| --------- | ------------- | -------------- | -------- | ---------- |
| 1         | Tim Brabants  | Storbritannien | 1:36.338 | QS         |
| 2         | Anton Ryachov | Ryssland       | 1:37.666 | QS         |
| 3         | Stjepan Janić | Kroatien       | 1:37.724 | QS         |
| 4         | Arnaud Hybois | Frankrike      | 1:37.902 | QS         |
| 5         | Miguel Correa | Argentina      | 1:39.781 | QS         |
| 6         | Emanuel Silva | Portugal       | 1:42.513 | QS         |
| 7         | Tony Lespoir  | Seychellerna   | 1:53.248 |            |

#### Heat 3
| Placering | Idrottare           | Land                  | Tid      | Noteringar |
| --------- | ------------------- | --------------------- | -------- | ---------- |
| 1         | Ákos Vereckei       | Ungern                | 1:36.099 | QS         |
| 2         | Ken Wallace         | Australien            | 1:36.208 | QS         |
| 3         | Anders Gustafsson   | Sverige               | 1:36.633 | QS         |
| 4         | Marek Twardowski    | Polen                 | 1:39.436 | QS         |
| 5         | Assane Dame Fall    | Senegal               | 1:52.215 | QS         |
| 6         | Alcino Silva        | São Tomé och Príncipe | 1:58.178 | QS         |
| 7         | Kotoua Francis Abia | Elfenbenskusten       | 2:00.716 |            |

#### Heat 4
| Placering | Idrottare               | Land     | Tid      | Noteringar |
| --------- | ----------------------- | -------- | -------- | ---------- |
| 1         | Michael Kolganov        | Israel   | 1:38.396 | QS         |
| 2         | Jonas Ems               | Tyskland | 1:38.819 | QS         |
| 3         | Rami Zur                | USA      | 1:39.037 | QS         |
| 4         | Manuel Cortina Martínez | Mexiko   | 1:40.626 | QS         |
| 5         | Kasper Bleibach         | Danmark  | 1:42.529 | QS         |
| 6         | Pan Yao                 | Kina     | 1:44.757 | QS         |
| 7         | Myint Tayzar Phone      | Myanmar  | 1:48.179 | QS         |

### Semifinaler

#### Semifinal 1
| Placering | Idrottare               | Land       | Tid      | Noteringar |
| --------- | ----------------------- | ---------- | -------- | ---------- |
| 1         | Adam van Koeverden      | Kanada     | 1:42.438 | QF         |
| 2         | Anton Ryachov           | Ryssland   | 1:42.968 | QF         |
| 3         | Ken Wallace             | Australien | 1:43.340 | QF         |
| 4         | Shaun Rubenstein        | Sydafrika  | 1:44.154 |            |
| 5         | Emanuel Silva           | Portugal   | 1:45.985 |            |
| 6         | Rami Zur                | USA        | 1:47.163 |            |
| 7         | Manuel Cortina Martínez | Mexiko     | 1:48.333 |            |
| 8         | Jorge Garcia            | Kuba       | 1:49.077 |            |
| 9         | Assane Dame Fall        | Senegal    | 2:04.633 |            |

#### Semifinal 2
| Placering | Idrottare                | Land           | Tid      | Noteringar |
| --------- | ------------------------ | -------------- | -------- | ---------- |
| 1         | Steven Ferguson          | Nya Zeeland    | 1:42.238 | QF         |
| 2         | Anders Gustafsson        | Sverige        | 1:42.409 | QF         |
| 3         | Tim Brabants             | Storbritannien | 1:42.530 | QF         |
| 4         | Michele Zerial           | Italien        | 1:42.931 |            |
| 5         | Marek Twardowski         | Polen          | 1:43.733 |            |
| 6         | Jonas Ems                | Tyskland       | 1:44.717 |            |
| 7         | Miguel Correa            | Argentina      | 1:46.422 |            |
| 8         | Pan Yao                  | Kina           | 1:55.242 |            |
| —         | Rudolph Berking-Williams | Samoa          | —        | DNS        |

#### Semifinal 3
| Placering | Idrottare          | Land                  | Tid      | Noteringar |
| --------- | ------------------ | --------------------- | -------- | ---------- |
| 1         | Stjepan Janić      | Kroatien              | 1:41.689 | QF         |
| 2         | Eirik Verås Larsen | Norge                 | 1:41.927 | QF         |
| 3         | Ákos Vereckei      | Ungern                | 1:42.155 | QF         |
| 4         | Michael Kolganov   | Israel                | 1:43.145 |            |
| 5         | Arnaud Hybois      | Frankrike             | 1:43.559 |            |
| 6         | Kasper Bleibach    | Danmark               | 1:45.418 |            |
| 7         | Dmitrij Torlopov   | Kazakstan             | 1:47.573 |            |
| 8         | Myint Tayzar Phone | Myanmar               | 1:55.300 |            |
| 9         | Alcino Silva       | São Tomé och Príncipe | 2:06.288 |            |

### Final
| Placering | Idrottare          | Land           | Tid      | Noteringar |
| --------- | ------------------ | -------------- | -------- | ---------- |
|           | Ken Wallace        | Australien     | 1:37.252 |            |
|           | Adam van Koeverden | Kanada         | 1:37.630 |            |
|           | Tim Brabants       | Storbritannien | 1:37.671 |            |
| 4         | Eirik Verås Larsen | Norge          | 1:37.949 |            |
| 5         | Anton Ryachov      | Ryssland       | 1:38.187 |            |
| 6         | Ákos Vereckei      | Ungern         | 1:38.318 |            |
| 7         | Anders Gustafsson  | Sverige        | 1:38.447 |            |
| 8         | Steven Ferguson    | Nya Zeeland    | 1:38.512 |            |
| 9         | Stjepan Janić      | Kroatien       | 1:38.729 |            |